# Paul Frank (Architekt)
Paul Frank (* 30. Oktober 1878 in Hamburg; † 19. Mai 1951 ebenda; vollständiger Name: Paul August Reimund Frank) war ein deutscher Architekt.

## Leben und Beruf

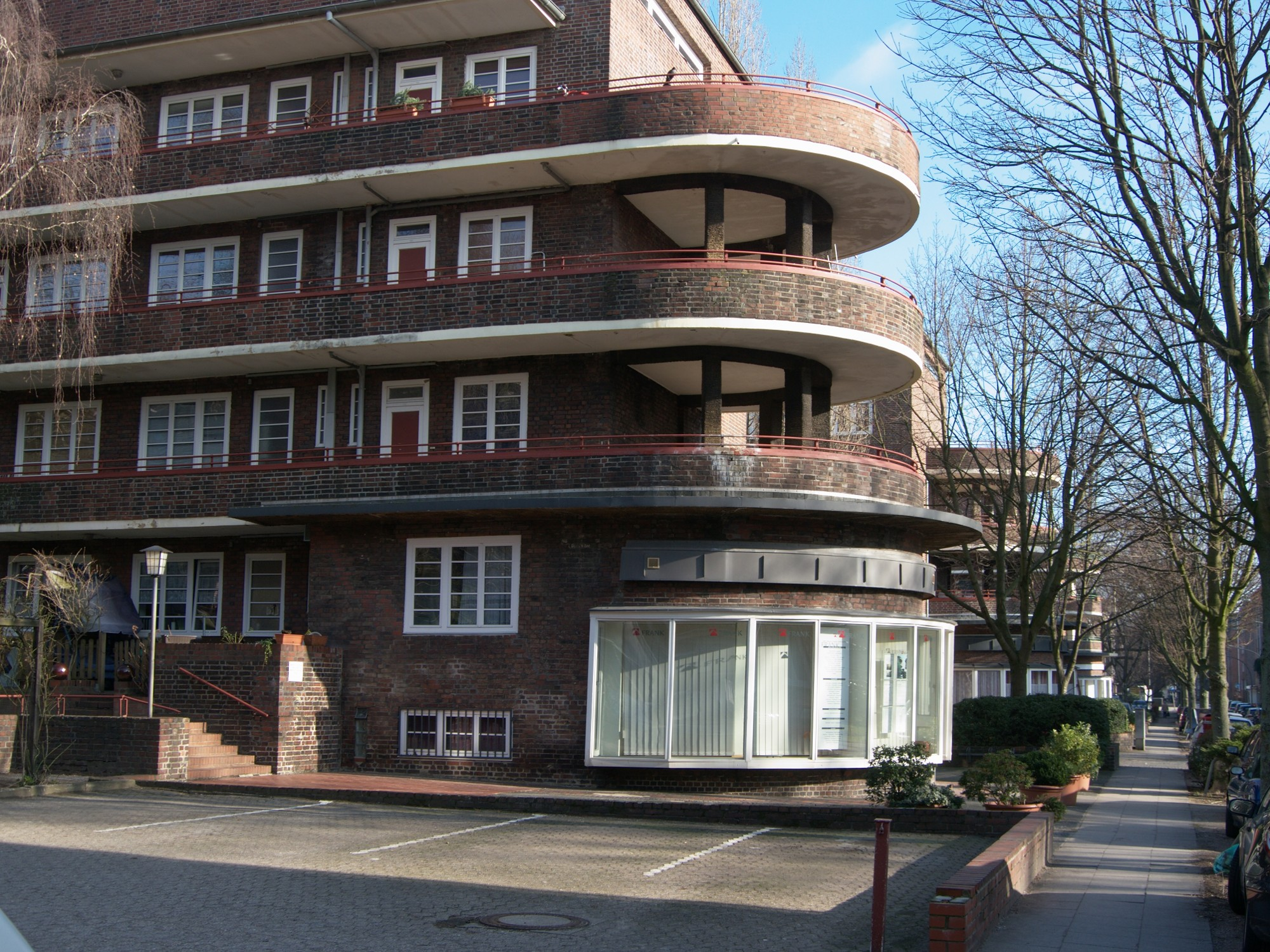
Laubenganghäuser in Dulsberg

Nach der Schule absolvierte Frank zunächst eine Malerlehre, danach folgte ein Architektur-Studium an der Landeskunstschule in Hamburg. Ab 1910 war Frank zunächst als Angestellter in einem Architekturbüro tätig, bevor er sich 1913 selbständig machte. 1925 beteiligte er sich an der Gründung der Gemeinnützigen Kleinhaus-Baugesellschaft und 1928 an der Gründung der Wohnungsbaugesellschaft Rationell, an der u. a. Karl Schneider beteiligt war.

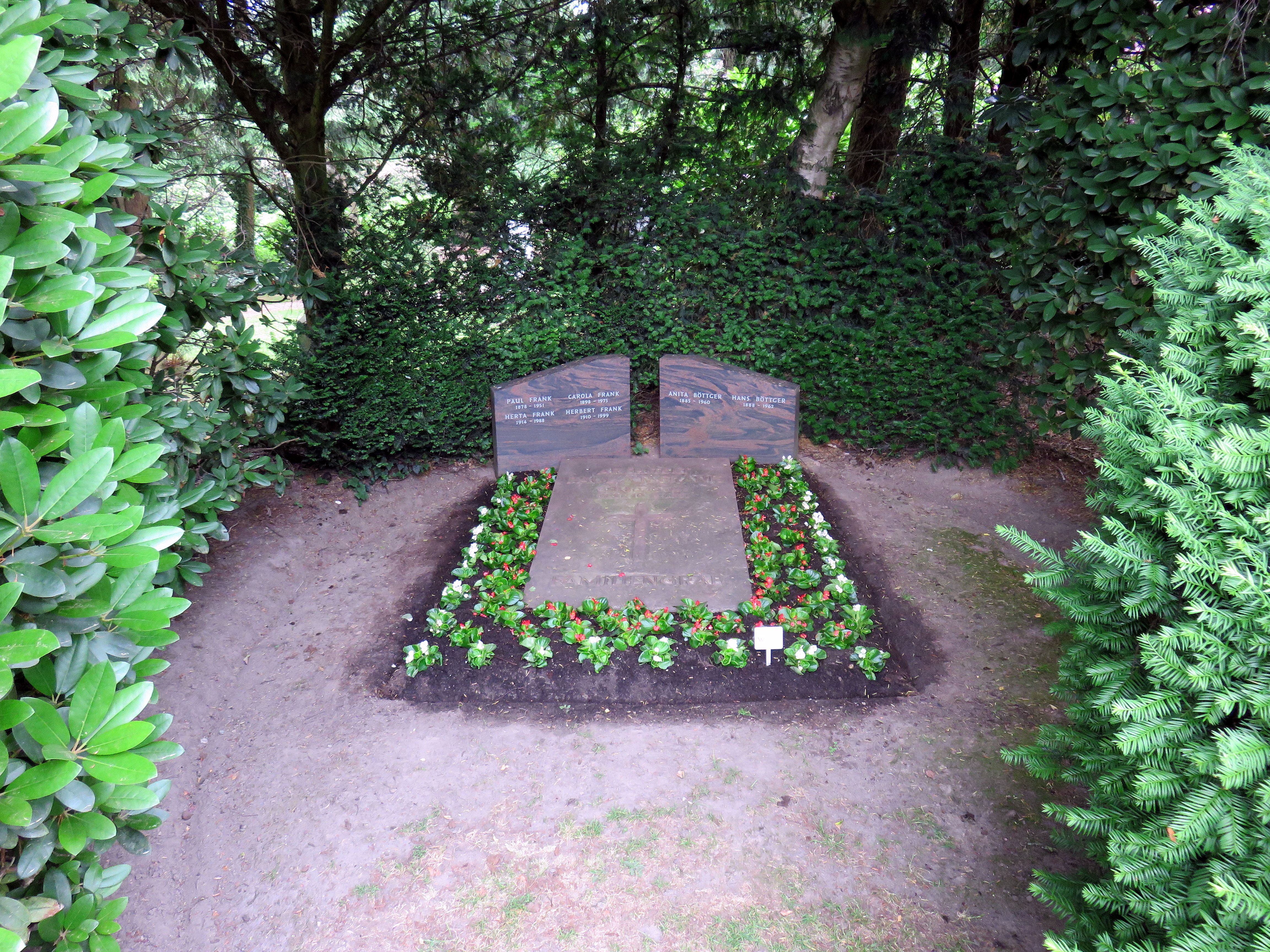
Grab Paul Frank auf dem Friedhof Ohlsdorf

Paul Frank wirkte unter Leitung des damaligen Hamburger Oberbaudirektors Fritz Schumacher in den 1920er und 1930er Jahren an zahlreichen Wohnsiedlungsbauvorhaben des sogenannten „Neuen Bauens“ (Reformwohnungsbau) mit. Am augenfälligsten sind seine Laubenganghäuser in der Jarrestadt, in Barmbek-Nord und auf dem Dulsberg sowie die Frank’sche Siedlung im Ortsteil Klein Borstel. Zusammen mit seinem Bruder Hermann Frank gründete er die Hermann-und-Paul-Frank-Siedlungsbaugesellschaft, die sich um die Verwaltung und Vermietung der Objekte kümmerte. Deren Nachfolgeunternehmen ist das Immobilienunternehmen Frank, das von zwei Urenkeln Paul Franks geführt wird.
Er war jedoch nicht nur als Architekt tätig, sondern kümmerte sich auch um die Verbesserung von Baumaterialien. So entwickelte er z. B. einen neuartigen Zementputz, der erstmals in der Siedlung Wandsbek Gartenstadt eingesetzt wurde, die sein Bruder Hermann Frank geplant hatte. Zudem ließ er sich u. a. Verfahren für Betondecken und unterirdische Öltanks patentieren.
Paul Frank wurde auf dem Hamburger Friedhof Ohlsdorf im Planquadrat Q 6 oberhalb des Althamburgischen Gedächtnisfriedhofs beigesetzt. Nach ihm und seinem Bruder ist der Frankring in Hamburg-Volksdorf benannt.

## Politik
Frank gehörte in der Weimarer Republik der DDP an. Nach 1945 beteiligte er sich an der Gründung der Partei Freier Demokraten, die später der Hamburger Landesverband der FDP wurde. Von 1946 bis zu seinem Tode gehörte er der Hamburgischen Bürgerschaft an und war dort FDP-Sprecher für den Wiederaufbau der Stadt.